# Helmut Ulrich (Autor)
Helmut Ulrich (* 1942 in Sanderbusch/Friesland) ist ein deutscher Autor.

## Leben und Wirken
Helmut Ulrich ist in Wilhelmshaven aufgewachsen, machte das Abitur in Bremen und studierte danach Germanistik, Philosophie und Allgemeine und Vergleichende Literaturwissenschaft an der FU Berlin.
Im Jahre 1969 heiratete er die freischaffende Malerin Elke Ulrich, geb. Willert, und 1970 wurden die Zwillinge Ruth und Gesine geboren. Bis zum Jahr 1973 war Helmut Ulrich in der Touristikbranche und danach im Antiquariatsbuchhandel tätig. Im Jahre 1974 zog er mit seiner Frau und den Kindern nach Schleswig, wo er in der Zeit von 1973 bis 1999 als Angestellter im Schuldienst arbeitete.
Helmut Ulrich verwirklichte literarische Veranstaltungsreihen wie beispielsweise „Nacht der Poesie“ und „literatur S“. Weiterhin war er einer der Moderatoren der Reihe „Dichter predigen“, die auch vom NDR 3 Fernsehen aufgezeichnet wurde.
Von 1991 bis 1997 war er Mitglied der »Literaturkommission« des Landes Schleswig-Holstein und von 1986 bis 1998 Initiator, Organisator und Moderator zahlreicher Literaturveranstaltungen, schrieb Belletristik-Rezensionen in Tages- und Wochenzeitungen sowie im Rundfunk und literaturwissenschaftliche Aufsätze.
Im Februar 2001 schied Helmut Ulrich infolge schwerer Krankheit aus dem Schuldienst aus und zog gemeinsam mit seiner Frau nach Berlin, wo diese am 2. Dezember 2017 verstarb.

## Auszeichnungen
- 1998 ausgezeichnet mit der Schleswig-Holstein-Medaille.[2]
- 1999 ausgezeichnet mit dem Kulturpreis der Stadt Schleswig.[2]

## Werke
- zusammen mit Elke Ulrich: papesse. Sucht nach Liebe. Texte und Collagen. Frisinga, Freising 1991, ISBN 3-88841-043-6.[3]
- Auf der Matratze. Roman. Rake Verlag, Rendsburg 1997, ISBN 3-931476-10-3.
- Die dreizehnte Stunde. Gedichte. Rake Verlag Rendsburg 1998, ISBN 3-931476-21-9.
- Verknotet, Tagebuch einer Krebstherapie. Rake Verlag, Kiel 2000, ISBN 3-931476-30-8.
- Wollust der Wasserberührung. Gedichte. Rake Verlag, Kiel 2002, ISBN 3-931476-39-1.
- zusammen mit Elke Ulrich: Eine Auswahl aus den Gedichten / von Helmut Ulrich. Elke Ulrich Collagen (= Mitlesebuch. Band 84). Aphaia-Verlag, Berlin 2012 (ohne ISBN) DNB 1034762699
- Denn alles ist gut. Books on Demand, Norderstedt 2023, ISBN 978-3-7578-2332-0.